# Iulia Balbilla
Iulia Balbilla (altgriechisch Ἰουλία Βαλβίλλα; * nach 72 in Rom; † nach 130) war eine vornehme Römerin und Dichterin.

## Leben
Iulia Balbillas Eltern waren Claudia Capitolina, die Tochter des Gelehrten Tiberius Claudius Balbillus, und Gaius Iulius Archelaus Antiochus Epiphanes (38–92), der Sohn des Königs Antiochos IV. von Kommagene. Sie hatte einen Bruder, Gaius Iulius Philopappus. Ihr Großvater hatte Kommagene 34 Jahre lang als von Rom eingesetzter Vasallenkönig regiert. Er wurde vor ihrer Geburt von Lucius Iunius Caesennius Paetus, dem Statthalter der Provinz Syria, zu Unrecht der Konspiration mit den Parthern beschuldigt und entmachtet. Kommagene wurde römische Provinz, während die Königsfamilie, die erst geflohen war, von Kaiser Vespasian in Rom in großen Ehren aufgenommen wurde. Iulia Balbilla wuchs also in Rom auf, bis ihre Eltern nach Antiochos’ Tod nach Athen zogen.
130 reiste Kaiser Hadrian mit seiner Frau Vibia Sabina nach Theben in Ägypten. Dabei begleitete sie Iulia Balbilla als Hofpoetin. An den Sockel eines der Memnonkolosse ließ der Kaiser vier griechische Gedichte eingravieren, die von Iulia Balbilla stammen. Damit ist sie eine der wenigen Römerinnen, von denen bekannt ist, dass sie dichterisch tätig waren. Allerdings dichtete Balbilla im zu ihrer Zeit schon altertümlichen äolischen Dialekt des Griechischen im Stil der berühmten Dichterin Sappho. Die Epigramme erinnern daran, wie der Kaiser und seine Gemahlin den geheimnisvollen Gesängen des Memnon lauschten. Iulia Balbilla datiert genau den Zeitpunkt des Besuches (20. und 21. November 130), nennt die Namen ihrer Großväter und erinnert damit an ihre eigene königliche Abstammung.
Abgesehen von dieser Reise ist über Iulia Balbillas Leben nichts bekannt.